# Луховицкий, Лев Всеволодович
Лев Все́володович Лухови́цкий  (род. 1 марта 1984, Москва) — российский филолог, византинист, кандидат филологических наук, преподаватель, доцент, научный сотрудник Отдела истории средних веков в НИУ ВШЭ. 

## Биография
Родился 1 марта 1984 года в Москве.
С 2001—2006 годах учился на Филологическом факультете МГУ, окончил кафедру византийской и новогреческой филологии, диплом с отличием, получив специальность преподаватель византийской и новогреческой литературы.
В 2006–2009 годах обучался на Филологическом факультете МГУ в аспирантуре.
С 2008 по 2010  год работал в Научном издательстве «Большая российская энциклопедия». Старший научный редактор. Луховицкий — один из авторов БРЭ.
С 2010 работал старшим научным редактором в Церковно-научном центре «Православная энциклопедия».
В 2010 году защитил в МГУ диссертацию «Apologeticus atque Antirrhetici — основное богословско-полемическое сочинение патриарха Никифора Константинопольского: опыт комплексного историко-филологического анализа» (научный руководитель — профессор Д. Е. Афиногенов).
С 2010 по 2021 год работал  в Институте славяноведения (младший научный сотрудник, затем научный сотрудник).
С 2016–2018 годы — преподаватель, курсы по византийской агиографии в Сретенской духовной семинарии.
C  2017 года — преподаватель, доцент кафедры древних языков и древнехристианской письменности, дисциплины по византийской и раннехристианской литературе в ПСГТУ.
С 2021 года — преподаватель, доцент, научный сотрудник Отдела истории средних веков в Высшей школе экономики.
В 2022–2024 годах — лучший преподаватель в Высшей школе экономики.
В феврале 2023 года получил благодарность Института классического Востока и античности НИУ ВШЭ.
Научные интересы: византийская литература, агиография, среднегреческий язык, метафразирование, памятники «Темных веков»,
иконоборчество, трансмиссия исторической памяти в Византии, богословско-полемическая литература, славяно-византийские отношения, самосознание балканских народов в раннее Новое время. С 2010 года – старший научный редактор редакции истории Восточно-Христианских церквей ЦНЦ «Православная энциклопедия».
Луховицкий — член редакционной коллегии журнала «Славяноведение».

## Гранты
- 2016 — Держава ромеев от Константина Великого до Константина Багрянородного: Единство империи ромеев. Фонд развития ПСТГУ

Исполнитель в коллективном проекте «Держава ромеев от Константина Великого до Константина Багрянородного: Единство империи ромеев» (руководитель — проф. Ю. А. Шичалин).
- 2018 — Статус первенствующих престолов в раннехристианской и византийской традиции. Фонд развития ПСТГУ

Исполнитель в коллективном проекте «Статус первенствующих престолов в раннехристианской и византийской традиции»  (руководитель — Г. Е. Захаров).

## Стипендии и стажировки
- Август 2003 года – программа по изучению греческого языка Кипрского университета, Никосия, Кипр.
- Август 2004 года – программа по изучению греческого языка Кипрского университета, Никосия, Кипр.
- 21–26 августа 2006 года – студенческий грант, 21st International Congress of Byzantine Studies, London, UK.
- 13–16 июля 2009 года – студенческий грант, International Medieval Congress, University of Leeds, Leeds, UK.
- 5–11 ноября 2012 года – краткосрочная исследовательская стипендия, Institut für Byzantinistik und Neogräzistik, Вена, Австрия.

## Сочинения
- Основное богословско-полемическое сочинение патриарха Никифора Константинопольского "Apologeticus atque Antirrhetici": опыт комплексного историко-филологического анализа : диссертация ... кандидата филологических наук : 10.02.14 / Луховицкий Лев Всеволодович; [Место защиты: Моск. гос. ун-т им. М.В. Ломоносова. Филол. фак.]. - Москва, 2010. - 146 с. : ил. 
  - Основное богословско-полемическое сочинение патриарха Никифора Константинопольского "Apologeticus atque Antirrhetici": опыт комплексного историко-филологического анализа : автореферат дис. ... кандидата филологических наук : 10.02.14 / Луховицкий Лев Всеволодович; [Место защиты: Моск. гос. ун-т им. М.В. Ломоносова. Филол. фак.]. - Москва, 2010. - 22 с. — скан в РГБ

- Слова и образы : иконоборчество глазами византийцев VIII-XV вв. / Л. В. Луховицкий. - Санкт-Петербург : Дмитрий Буланин, 2023. - 318 с.; 22 см. - (ΠΑΡΑΔΕΙΓΜΑΤΑ ΒΥΖΑΝΤΙΝΑ; 6).; ISBN 978-5-86007-986-1 : 250 экз.

- Греческий оригинал «Написания о правой вере» Константина Философа: структурная организация и полемические задачи // Славяноведение. 2007. № 5. С. 65–73
- Риторические приемы в антииконоборческом трактате патриарха Никифора Константинопольского «Apologeticus atque Antirrhetici» // Вопросы филологии. 2007. № 3 (27). С. 85–93
- История первого периода иконоборчества и актуальная политика в «Apologeticus atque Antirrhetici» патриарха Никифора Константинопольского // Византийский временник. 2009. Т. 68 (93). С. 59–74
- К вопросу о «радикальном богословии» Константина V (филологические заметки) // Индоевропейское языкознание и классическая филология. 2009. № 13. С. 402–409
- Византийское иконоборчество – спор о терминах? // Индоевропейское языкознание и классическая филология. 2010. № 14. Ч. 2. С. 155–163
- Ψευδώνυμος и ἀψευδὴς εἰκών в иконоборческих спорах // Индоевропейское языкознание и классическая филология. 2011. № 15. С. 348–361
- Литературная природа «Вопрошаний» Константина V по данным «Apologeticus atque Antirrhetici» Никифора Константинопольского // Византийский временник. 2011. Т. 70 (95). С. 124–138
- Как читали святоотеческий текст в Поздней Византии? (Геннадий Схоларий о Псевдо-Феодоре Начертанном) // Индоевропейское языкознание и классическая филология. 2012. № 16. С. 461–473
- Εἰκονολάτραι — православные или еретики? // Индоевропейское языкознание и классическая филология. 2013. № 17. С. 546–558
- Миссия прп. Михаила Синкелла и братьев Начертанных в источниках IX–XIV вв. Принципы метафразы и историческая память об иконоборчестве // Вестник ПСТГУ. Серия 3: Филология. 2013. Вып. 4(34). С. 58–73
- Миссия прп. Михаила Синкелла и братьев Начертанных в источниках IX–XIV вв. Принципы метафразы и историческая память об иконоборчестве // Вестник ПСТГУ. Серия 3: Филология. 2013. Вып. 4(34). С. 58–73
- Historical Memory of Byzantine Iconoclasm in the 14th c.: The Case of Nikephoros Gregoras and Philotheos Kokkinos // Aesthetics and Theurgy in Byzantium / Ed. S. Mariev, W.-M. Stock. Berlin; Boston: de Gruyter, 2013. (Byzantinisches Archiv; 25). P. 205–233 (doi: 10.1515/9781614512615.205)
- Скажи «арфа». Прп. Иоанникий Великий как логопед // Индоевропейское языкознание и классическая филология. 2014. № 18. С. 581–590
- Споры о святых иконах при Алексее I Комнине: Полемические стратегии и выбор источников // Византийский временник. 2014. Т. 73 (98). С. 88–107
- Ἀσεβὴς Εὐσέβιος: Eusebius’ of Caesarea Image in 14th Century Byzantium and its Sources // Byzantinoslavica. 2014. Vol. 72. P. 234–246
- Nikephoros Gregoras’ Vita of St. Michael the Synkellos: Rewriting Techniques and Reconstruction of the Iconoclast Past in a 14th cent. Hagiographical Metaphrasis // Jahrbuch der Österreichischen Byzaninistik. 2014. Bd. 64. S. 177–196 (doi: 10.1553/joeb64s177)
- «Те, кого соединил не Бог, но Диавол, должны вместе отведать одних стрел и ран»: Обвинение в иконоборчестве у Никифора Григоры // Античная древность и Средние века. Вып. 43. Екатеринбург, 2015. С. 243–263 (doi: 10.15826/adsv.2015.43.015).
- «Умер нечестивый эмир… он очень любил и самих христиан, и церковь Христову: Греческое самосознание в хронистике начала XVII в. // Кафедра византийской и новогреческой филологии. Вып. 2. М.: Филологический факультет МГУ им. М. В. Ломоносова, 2016. С. 30–43.
- (совместно с В. Ю. Жаркой) «Не надевай маску друга, но суди беспристрастно»: Агиографические труды Константина Акрополита в его переписке // Византийский временник. 2016. Т. 100. С. 129–144;
- Recollection, Reevaluation, Distortion: Symeon Metaphrastes' Narrative Techniques in Retelling the History of Iconoclasm // Byzantinische Zeitschrift. 2016. Bd. 109. Heft 2. S. 785–808 (doi: 10.1515/bz-2016-0020).
- Народы Балкан глазами греческого священника из Серр в первой половине XVII в. // Славянский мир в третьем тысячелетии: Этнические, конфессиональные, социокультурные компоненты идентичности народов Центральной, Восточной и Юго-Восточной Европы / Отв. ред.: Е. С. Узенёва. М., 2017. C. 147–157.
- Византийская ойкумена в иконоборческой полемике // Вестник ПСТГУ. Серия 2: История. История Русской Православной Церкви. 2017. Вып. 77. С. 23–40 (doi: 10.15382/sturII201777.23-40);

- Артюхова Т. А., Луховицкий Л. В. Григорий I // Православная энциклопедия. — М., 2006. — Т. XII : Гомельская и Жлобинская епархия — Григорий Пакуриан. — С. 606—607. — 39 000 экз. — ISBN 5-89572-017-X.
- Артюхова Т. А., Луховицкий Л. В. Дионисий Закинфский // Православная энциклопедия. — М., 2007. — Т. XV : Димитрий — Дополнения к „Актам Историческим“. — С. 341—342. — 39 000 экз. — ISBN 978-5-89572-026-4.
- Луховицкий Л. В., Артюхова Т. А. Дорофей // Православная энциклопедия. — М., 2007. — Т. XVI : Дор — Евангелическая церковь союза. — С. 23—24. — 39 000 экз. — ISBN 978-5-89572-028-8.
- Артюхова Т. А., Луховицкий Л. В. Евстратий, Авксентий, Евгений, Мардарий и Орест // Православная энциклопедия. — М., 2008. — Т. XVII : Евангелическая церковь чешских братьев — Египет. — С. 333-336. — 39 000 экз. — ISBN 978-5-89572-030-1.
- Т. А. Артюхова, Л. В. Луховицкий. Евсхимон // Православная энциклопедия. — М., 2008. — Т. XVII : Евангелическая церковь чешских братьев — Египет. — С. 339. — 39 000 экз. — ISBN 978-5-89572-030-1.
- Т. А. Артюхова, Л. В. Луховицкий. Евфимий Новый Фессалоникийский // Православная энциклопедия. — М., 2008. — Т. XVII : Евангелическая церковь чешских братьев — Египет. — С. 454—455. — 39 000 экз. — ISBN 978-5-89572-030-1.
- Луховицкий Л. В. Иерийский собор // Православная энциклопедия. — М., 2009. — Т. XXI : Иверская икона Божией матери — Икиматарий. — С. 301—304. — 39 000 экз. — ISBN 978-5-89572-038-7.
- Луховицкий Л. В. Ипполит Фиванский // Православная энциклопедия. — М., 2011. — Т. XXVI : Иосиф I Галисиот — Исаак Сирин. — С. 222. — 39 000 экз. — ISBN 978-5-89572-048-6.
- Луховицкий Л. В. Катифорос // Православная энциклопедия. — М., 2013. — Т. XXXII : Катехизис — Киево-Печерская икона „Успение Пресвятой Богородицы“. — С. 41-42. — 33 000 экз. — ISBN 978-5-89572-035-6.
- Луховицкий Л. В. Кирилл V // Православная энциклопедия. — М., 2014. — Т. XXXIV : Кипрская православная церковь — Кирион, Вассиан, Агафон и Моисей. — С. 560—562. — 33 000 экз. — ISBN 978-5-89572-039-4.
- А. Ю. Виноградов, М. В. Грацианский, свящ. Сергий Заплатников, Г. Е. Захаров, П. В. Кузенков, Л. В. Луховицкий, И. Н. Попов, Л. А. Герд, Диак. Павел Ермилов, Прот. Николай Балашов, свящ. Михаил Асмус, С. А. Монахов. Константинопольская православная церковь // Православная энциклопедия. — М., 2015. — Т. XXXVII : Константин — Корин. — С. 193-299. — 33 000 экз. — ISBN 978-5-89572-045-5.
- Луховицкий Л. В. Косма III (II) // Православная энциклопедия. — М., 2015. — Т. XXXVIII : Коринф — Крискентия. — С. 222-223. — 33 000 экз. — ISBN 978-5-89572-029-5.
- Луховицкий Л. В., Попов И. Н. Лев VI Мудрый // Православная энциклопедия. — М., 2015. — Т. XL : Лангтон — Ливан. — С. 298—305. — 33 000 экз. — ISBN 978-5-89572-033-2.
- Луховицкий Л. В. Лопарёв // Православная энциклопедия. — М., 2016. — Т. XLI : Ливаний — Львовский в честь Преображения Господня женский монастырь. — С. 452-453. — 30 000 экз. — ISBN 978-5-89572-021-9.
- Луховицкий Л. В., Флоря Б. Н. Мелетий I (Пигас) // Православная энциклопедия. — М., 2016. — Т. XLIV : Маркелл II — Меркурий и Паисий. — С. 570-573. — 30 000 экз. — ISBN 978-5-89572-051-6.
- Луховицкий Л. В., Попов И. Н. Михаил Пселл // Православная энциклопедия. — М., 2017. — Т. XLVI : Михаил Пселл — Мопсуестия. — С. 8-16. — 36 000 экз. — ISBN 978-5-89572-053-0.
- Л. В. Луховицкий. Панарет // Православная энциклопедия. — М., 2019. — Т. LIV : Павел — Пасхальная хроника. — С. 399-400. — 39 000 экз. — ISBN 978-5-89572-061-5.
- Е. А. Заболотный, Л. В. Луховицкий, И. Н. Попов. Пантократора монастырь на Афоне // Православная энциклопедия. — М., 2019. — Т. LIV : Павел — Пасхальная хроника. — С. 491-500. — 39 000 экз. — ISBN 978-5-89572-061-5.
- Л. В. Луховицкий. Самуил Капасулис // Православная энциклопедия. — М., 2021. — Т. LXI : Саватий — Сведенборг. — С. 298-299. — 39 000 экз. — ISBN 978-5-89572-068-4.
- Луховицкий Л. В. Сергий II // Православная энциклопедия. — М., 2021. — Т. LXIII : Сергий — Синаксарь. — С. 112-113. — 39 000 экз. — ISBN 978-5-89572-069-1.
- О. А. Родионов, Л. В. Луховицкий. Симонопетра // Православная энциклопедия. — М., 2021. — Т. LXIII : Сергий — Синаксарь. — С. 708-714. — 39 000 экз. — ISBN 978-5-89572-069-1.

- Иоанн Геометр : [арх. 12 августа 2022] / Луховицкий Л. В. // Большая российская энциклопедия : [в 35 т.] / гл. ред. Ю. С. Осипов. — М. : Большая российская энциклопедия, 2004—2017.
- Иоанн Цец : [арх. 13 августа 2022] / Луховицкий Л. В. // Большая российская энциклопедия : [в 35 т.] / гл. ред. Ю. С. Осипов. — М. : Большая российская энциклопедия, 2004—2017.
- Калликл : [арх. 26 января 2022] / Луховицкий Л. В. // Большая российская энциклопедия : [в 35 т.] / гл. ред. Ю. С. Осипов. — М. : Большая российская энциклопедия, 2004—2017.
- Кассия : [арх. 3 января 2023] / Луховицкий Л. В. // Большая российская энциклопедия : [в 35 т.] / гл. ред. Ю. С. Осипов. — М. : Большая российская энциклопедия, 2004—2017.
- Катрарий Иоанн : [арх. 12 августа 2022] / Луховицкий Л. В. // Большая российская энциклопедия : [в 35 т.] / гл. ред. Ю. С. Осипов. — М. : Большая российская энциклопедия, 2004—2017.
- Климент : [арх. 16 августа 2022] / Луховицкий Л. В. // Большая российская энциклопедия : [в 35 т.] / гл. ред. Ю. С. Осипов. — М. : Большая российская энциклопедия, 2004—2017.
- Константин Родосский : [арх. 8 августа 2022] / Луховицкий Л. В. // Большая российская энциклопедия : [в 35 т.] / гл. ред. Ю. С. Осипов. — М. : Большая российская энциклопедия, 2004—2017.
- Коллуф : [арх. 3 января 2023] / Луховицкий Л. В. // Большая российская энциклопедия : [в 35 т.] / гл. ред. Ю. С. Осипов. — М. : Большая российская энциклопедия, 2004—2017.
- Колон : [арх. 15 июня 2022] / Луховицкий Л. В. // Большая российская энциклопедия : [в 35 т.] / гл. ред. Ю. С. Осипов. — М. : Большая российская энциклопедия, 2004—2017.
- Коринна : [арх. 20 декабря 2022] / Луховицкий Л. В. // Большая российская энциклопедия : [в 35 т.] / гл. ред. Ю. С. Осипов. — М. : Большая российская энциклопедия, 2004—2017.
- Косьма Веститор : [арх. 12 августа 2022] / Луховицкий Л. В. // Большая российская энциклопедия : [в 35 т.] / гл. ред. Ю. С. Осипов. — М. : Большая российская энциклопедия, 2004—2017.
- Ласкарь Иоанн : [арх. 3 января 2023] / Луховицкий Л. В. // Большая российская энциклопедия : [в 35 т.] / гл. ред. Ю. С. Осипов. — М. : Большая российская энциклопедия, 2004—2017.
- Лев Хиросфакт : [арх. 22 февраля 2023] / Луховицкий Л. В. // Большая российская энциклопедия : [в 35 т.] / гл. ред. Ю. С. Осипов. — М. : Большая российская энциклопедия, 2004—2017.
- Леонтий Кипрский : [арх. 4 января 2023] / Луховицкий Л. В. // Лас-Тунас — Ломонос. — М. : Большая российская энциклопедия, 2010. — С. 283. — (Большая российская энциклопедия : [в 35 т.] / гл. ред. Ю. С. Осипов ; 2004—2017, т. 17). — ISBN 978-5-85270-350-7.
- Ливадин Андрей : [арх. 15 июня 2024] / Луховицкий Л. В. // Большая российская энциклопедия : [в 35 т.] / гл. ред. Ю. С. Осипов. — М. : Большая российская энциклопедия, 2004—2017.
- Ливаний : [арх. 3 января 2023] / Луховицкий Л. В. // Большая российская энциклопедия : [в 35 т.] / гл. ред. Ю. С. Осипов. — М. : Большая российская энциклопедия, 2004—2017.
- Лонг : [арх. 14 октября 2022] / Луховицкий Л. В. // Большая российская энциклопедия : [в 35 т.] / гл. ред. Ю. С. Осипов. — М. : Большая российская энциклопедия, 2004—2017.
- Лопадиот : [арх. 19 августа 2022] / Луховицкий Л. В. // Большая российская энциклопедия : [в 35 т.] / гл. ред. Ю. С. Осипов. — М. : Большая российская энциклопедия, 2004—2017.
- Макремволит Евстафий : [арх. 11 октября 2022] / Луховицкий Л. В. // Ломоносов — Манизер. — М. : Большая российская энциклопедия, 2011. — С. 562. — (Большая российская энциклопедия : [в 35 т.] / гл. ред. Ю. С. Осипов ; 2004—2017, т. 18). — ISBN 978-5-85270-351-4.
- Максим Плануд : [арх. 3 января 2023] / Луховицкий Л. В. // Большая российская энциклопедия : [в 35 т.] / гл. ред. Ю. С. Осипов. — М. : Большая российская энциклопедия, 2004—2017.
- Манасси : [арх. 3 января 2023] / Луховицкий Л. В. // Большая российская энциклопедия : [в 35 т.] / гл. ред. Ю. С. Осипов. — М. : Большая российская энциклопедия, 2004—2017.
- Михаил Ритор : [арх. 22 января 2022] / Луховицкий Л. В. // Большая российская энциклопедия : [в 35 т.] / гл. ред. Ю. С. Осипов. — М. : Большая российская энциклопедия, 2004—2017.
- Монтис / Луховицкий Л. В. // Большая российская энциклопедия : [в 35 т.] / гл. ред. Ю. С. Осипов. — М. : Большая российская энциклопедия, 2004—2017.
- Мосхопул : [арх. 2 сентября 2022] / Л. В. Луховицкий // Монголы — Наноматериалы. — М. : Большая российская энциклопедия, 2013. — С. 327. — (Большая российская энциклопедия : [в 35 т.] / гл. ред. Ю. С. Осипов ; 2004—2017, т. 21). — ISBN 978-5-85270-355-2.
- Никита Евгениан : [арх. 4 октября 2022] / Луховицкий Л. В. // Большая российская энциклопедия : [в 35 т.] / гл. ред. Ю. С. Осипов. — М. : Большая российская энциклопедия, 2004—2017.
- Никита Хониат : [арх. 3 января 2023] / Луховицкий Л. В. // Большая российская энциклопедия : [в 35 т.] / гл. ред. Ю. С. Осипов. — М. : Большая российская энциклопедия, 2004—2017.
- Николай I Мистик : [арх. 15 июня 2024] / Луховицкий Л. В. // Большая российская энциклопедия : [в 35 т.] / гл. ред. Ю. С. Осипов. — М. : Большая российская энциклопедия, 2004—2017.
- Николай III Граматик : [арх. 26 сентября 2022] / Луховицкий Л. В. // Большая российская энциклопедия : [в 35 т.] / гл. ред. Ю. С. Осипов. — М. : Большая российская энциклопедия, 2004—2017.
- Николай Гидрунтский : [арх. 23 апреля 2023] / Луховицкий Л. В. // Большая российская энциклопедия : [в 35 т.] / гл. ред. Ю. С. Осипов. — М. : Большая российская энциклопедия, 2004—2017.
- Нил : [арх. 26 сентября 2022] / Луховицкий Л. В. // Николай Кузанский — Океан. — М. : Большая российская энциклопедия, 2013. — С. 36-37. — (Большая российская энциклопедия : [в 35 т.] / гл. ред. Ю. С. Осипов ; 2004—2017, т. 23). — ISBN 978-5-85270-360-6.
- Нонн Панополитанский : [арх. 15 июня 2022] / Луховицкий Л. В. // Большая российская энциклопедия : [в 35 т.] / гл. ред. Ю. С. Осипов. — М. : Большая российская энциклопедия, 2004—2017.
- Оловол : [арх. 15 июня 2024] / Луховицкий Л. В. // Большая российская энциклопедия : [в 35 т.] / гл. ред. Ю. С. Осипов. — М. : Большая российская энциклопедия, 2004—2017.
- Павел Силентиарий : [арх. 17 августа 2022] / Луховицкий Л. В. // Большая российская энциклопедия : [в 35 т.] / гл. ред. Ю. С. Осипов. — М. : Большая российская энциклопедия, 2004—2017.
- Пардос : [арх. 26 января 2022] / Луховицкий Л. В. // Большая российская энциклопедия : [в 35 т.] / гл. ред. Ю. С. Осипов. — М. : Большая российская энциклопедия, 2004—2017.
- Пётр Аргосский : [арх. 12 августа 2022] / Луховицкий Л. В. // Большая российская энциклопедия : [в 35 т.] / гл. ред. Ю. С. Осипов. — М. : Большая российская энциклопедия, 2004—2017.
- Политический стих : [арх. 15 июня 2022] / Луховицкий Л. В. // Большая российская энциклопедия : [в 35 т.] / гл. ред. Ю. С. Осипов. — М. : Большая российская энциклопедия, 2004—2017.
- Стефан Византийский : [арх. 1 декабря 2022] / Луховицкий Л. В. // Большая российская энциклопедия : [в 35 т.] / гл. ред. Ю. С. Осипов. — М. : Большая российская энциклопедия, 2004—2017.
- Феодор Продом : [арх. 14 октября 2022] / Луховицкий Л. В. // Большая российская энциклопедия : [в 35 т.] / гл. ред. Ю. С. Осипов. — М. : Большая российская энциклопедия, 2004—2017.
- Феофан Грапт : [арх. 12 августа 2022] / Луховицкий Л. В. // Большая российская энциклопедия : [в 35 т.] / гл. ред. Ю. С. Осипов. — М. : Большая российская энциклопедия, 2004—2017.
- Фил Мануил : [арх. 5 сентября 2022] / Луховицкий Л. В. // Большая российская энциклопедия : [в 35 т.] / гл. ред. Ю. С. Осипов. — М. : Большая российская энциклопедия, 2004—2017.